# Palais H
Pour les articles homonymes, voir H.
Le Palazzo H est un bâtiment historique de Rome, construit à la fin des années 1920 dans le complexe du Foro Italico. Aujourd'hui, c'est le bureau de représentation du Comité Olympique National Italien (CONI). 

## Histoire
Le palais H a été conçu par l'architecte Enrico Del Debbio en 1927. La première pierre a été posée par Mussolini le 28 février 1928 et inaugurée en 1932 comme site de l'académie fasciste masculine d'éducation physique (plus tard Accademia della Farnesina). Il s'agit de la première œuvre du Foro Italico (appelé alors Foro Mussolini) à être construite. En mars 1951, Giulio Onesti en fait le siège du CONI et le bâtiment devient alors le siège de représentation du Comité national olympique italien, qui prévoit en 2018 des travaux de restauration. Depuis 2019, il abrite également le siège de l'organisme public Sport e Salute. 

## Architecture

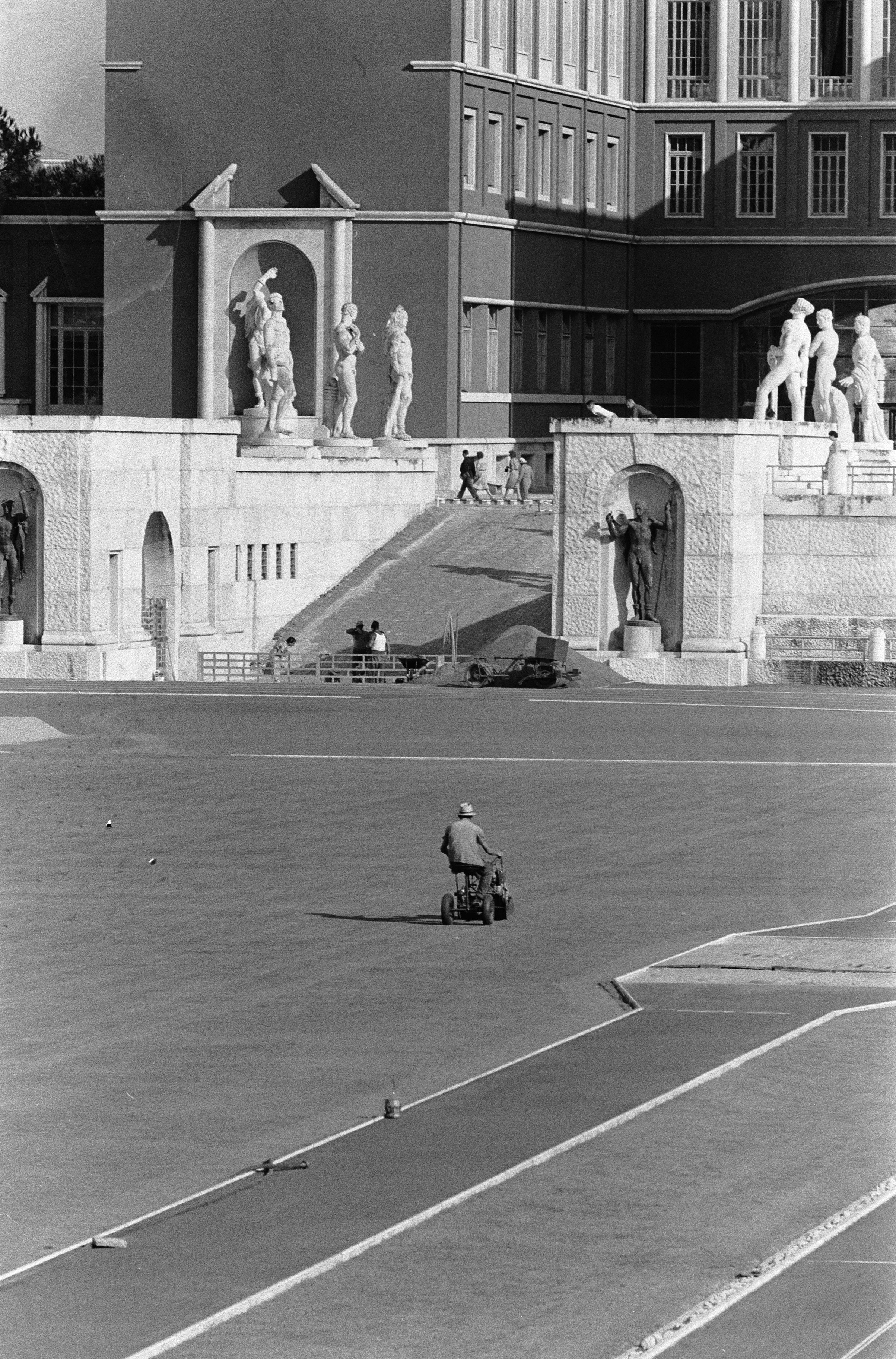
En 1960, lors des JO de Rome

Composé de deux corps symétriques à deux étages, reliés par une grande jetée, son plan forme un "H", ce qui lui a valu son nom. À l'intérieur de niches en marbre à pignon triangulaire, il y a 4 statues d'athlètes. À côté, il y a un gymnase monumental, avec un plan semi-ovoïde, conçu pour la gymnastique, avec des galeries surélevées . 

### Intérieur
À l'intérieur, dans la salle d'honneur, il y a deux immenses peintures murales, la plus célèbre étant "l'Apothéose du fascisme" de Luigi Montanarini de 1928, qui pendant des décennies après la guerre est restée cachée sous un drap vert, et a été dévoilée seulement en 1997 sur ordre de la Surintendance des Biens Culturels. L'autre fresque est une allégorie de la Rome antique, d'Angelo Canevari . On trouve aussi quatre sujets sportifs, peints par Romano Dazzi. 

## Articles associés
- Stadio dei Marmi
- Foro Italico